# Manîkivți, Derajnea
Manîkivți (în ucraineană Маниківці) este o comună în raionul Derajnea, regiunea Hmelnîțkîi, Ucraina, formată numai din satul de reședință.

## Demografie
Componența lingvistică a comunei Manîkivți
     Ucraineană (99,17%)
     Alte limbi (0,74%)
Conform recensământului din 2001, majoritatea populației comunei Manîkivți era vorbitoare de ucraineană (99,17%), existând în minoritate și vorbitori de alte limbi.